# Riccardia tenerrima
Riccardia tenerrima là một loài rêu trong họ Aneuraceae. Loài này được (Steph.) A. Evans mô tả khoa học đầu tiên năm 1921.